# Buccochromis atritaeniatus
Buccochromis atritaeniatus е вид бодлоперка от семейство Цихлиди (Cichlidae).

## Разпространение и местообитание
Видът е разпространен в Малави, Мозамбик и Танзания.
Среща се на дълбочина от 10 до 40 m.

## Описание
На дължина достигат до 28 cm.